# Tōru Sagara
Tōru Sagara (japanisch 相樂 亨 Sagara Tōru; * 25. Juni 1976 in Mibu, Shimo-Tsuga, Tochigi) ist ein ehemaliger japanischer Fußballschiedsrichterassistent.
Von 2007 bis 2018 stand Sagara auf der Liste der FIFA-Schiedsrichter und war an der Spielleitung internationaler Fußballspiele beteiligt, unter anderem in der AFC Champions League Elite (48 Einsätze).
Im Februar 2009 unterzeichnete Sagara einen Profivertrag mit dem japanischen Fußballverband und wurde neben Toshiyuki Nagi der erste professionelle Schiedsrichterassistent.
Sagara wurde für drei Weltmeisterschaften nominiert. Bei der Weltmeisterschaft 2010 in Südafrika leitete er als Assistent von Yūichi Nishimura vier Spiele, darunter ein Viertelfinale. Bei der Weltmeisterschaft 2014 in Brasilien wurde er als Assistent von Yūichi Nishimura (zusammen mit Toshiyuki Nagi) in einem Spiel eingesetzt (dem Eröffnungsspiel zwischen Brasilien und Kroatien). Als Assistent von Ryūji Satō wurde Sagara (zusammen mit Hiroshi Yamauchi) auch für die Weltmeisterschaft 2018 in Russland nominiert; die drei blieben jedoch ohne Spielleitung als Schiedsrichtergespann.
Sagara wurde ebenfalls drei Mal für Asienmeisterschaften nominiert. Bei der Asienmeisterschaft 2007, der Asienmeisterschaft 2011 in Katar und der Asienmeisterschaft 2015 in Australien hatte er jeweils drei Einsätze. Des Weiteren leitete er Spiele bei drei Klub-Weltmeisterschaften: Der Klub-Weltmeisterschaft 2010 in den Vereinigten Arabischen Emiraten, der Klub-Weltmeisterschaft 2011 in Japan und der Klub-Weltmeisterschaft 2018 in den VAE. Zudem war Sagara unter anderem Schiedsrichterassistent beim olympischen Fußballturnier 2012 in London und beim olympischen Fußballturnier 2016 in Brasilien, bei der U-17-Weltmeisterschaft 2017 in Indien, bei der U-23-Asienmeisterschaft 2018 in China, in der asiatischen WM-Qualifikation (20 Einsätze) sowie bei diversen Qualifikations- und Freundschaftsspielen.